# ترانه‌شناسی دمی لواتو
آثار خواننده آمریکایی، دمی لواتو شامل هشت آلبوم استودیویی، پنج آلبوم چندآهنگه (ای‌پی) و ۵۵ تک‌آهنگ می‌باشد. لواتو پیش از آغاز کارش به عنوان خواننده، در شبکه دیزنی و در تله فیلم کمپ راک به بازیگری پرداخت که اولین بار در ۲۰ ژوئن ۲۰۰۸ روی آنتن رفت. تک‌آهنگ دمی به همراهی جو جوناس به نام «این منم» که به عنوان تک‌آهنگی از موسیقی متن فیلم کمپ راک منتشر شده بود در فهرست ۱۰۰ آهنگ داغ بیلبورد رتبه نهم را بدست آورد و در چندین فهرست بازارهای بین‌المللی در بین بسیت تای اول قرار گرفت.
لواتو بعد از عقد قرارداد با هالیوود رکوردز، اولین آهنگ تک خوانی خود را با نام "برگرد" منتشر کرد که در ایالات متحده در رتبه چهل و سوم قرار گرفت. اولین آلبوم استودیویی او به نام فراموش نکن (به انگلیسی: Don't Forget)(۲۰۰۸) با فروش ۸۹۰۰۰ نسخه‌ای در هفته اول در رتبه ۲ در بیلبورد ۲۰۰ قرار گرفت. این آلبوم یک آهنگ دیگر هم به نام "سرزمین رویایی(به انگلیسی: La La Land)" داشت که در رتبه پنجاه و دوم در آمریکا و جزء پنجاه آهنگ برتر بریتانیا و ایرلند قرار گرفت. "فراموش نکن" در آمریکا بیش از ۵۲۰۰۰۰ نسخه فروش داشت و از انجمن صنعت ضبط موسیقی ایالات متحده آمریکا(RIAA) مجوز طلایی دریافت کرد. دومین آلبوم استودیویی لواتو دوباره شروع می‌کنیم (به انگلیسی: Here We Go Again)(۲۰۰۹) با فروش هفته اول ۱۰۸۰۰۰ نسخه در همان آغاز در صدر بیلبورد ۲۰۰ قرار گرفت و در مجموع هم از ۴۸۰۰۰۰ نسخه فراتر رفت. پیش از آن هم تک‌آهنگ این آلبوم با همان نام یعنی دوباره شروع می‌کنیم اولین آهنگ تک خوانی او بود که در آمریکا جزء بیست تای اول قرار می‌گرفت. این آلبوم همچنین تک‌آهنگ "دسامبر را به یاد بیاور" را در خود داشت.
به دنبال تله فیلم کمپ راک ۲ و همکاری با گروه راک ما پادشاهان، لواتو در سال ۲۰۰۹ سومین آلبوم استودیویی خود را هم منتشر کرد که رام نشده (به انگلیسی: Unbroken) نام داشت. در این آلبوم طرفداران شاهد جدایی وی از سبک پاپ راک و جایگزینی آر&بی و موسیقی پاپ بودند. رام نشده با فروش ۹۶۰۰۰ نسخه‌ای خود در جایگاه چهارم بیلبورد ۲۰۰ قرار گرفت. اولین تک‌آهنگ آلبوم یعنی «آسمان خراش» در آیالات متحده در رتبه دهم قرار گرفت و در هفته اول ۱۷۶۰۰۰ دانلود فروخت که آهنگ پرفروشی برای وی بود و همچنین اولین آهنگ تک خوانی او بود که در ده تای اول قرار می‌گرفت. «به دلت فرصتی بده» در ژانویه ۲۰۱۲ به عنوان دومین تک‌آهنگ آلبوم منتشر شد. هردو آهنگ در آمریکا رسماً مجوز Platinum گرفتند. آلبوم چهارم او هم که دمی (به انگلیسی: DEMI) نام دارد در می ۲۰۱۳ منتشر شد. قبل از انتشار آلبوم دو تک‌آهنگ «حمله قلبی» و «ساخت آمریکا» از آلبوم منتشر شدند. تا ماه می ۲۰۱۲، دمی لواتو ۱٫۳ میلیون آلبوم و ۹ میلیون تک‌آهنگ را فقط در ایالات متحده آمریکا از خود به فروش رسانده است.
آلبوم پنجم او هم با نام خاطرجمع (به انگلیسی: Confident) در اکتبر ۲۰۱۵ منتشر شد. قبل از انتشار این آلبوم سه تک‌آهنگ "باحال برای تابستان" و " خاطرجمع" و " سنگ سرد" منتشر شدند که هر یک تا کنون به ترتیب"۱۰۰۰۰۰۰" و " ۹۹۱۰۰۰" و"۲۶۱۰۰۰" فروش کرده‌اند. این آلبوم در هفته اول انتشار رتبه ۲ بیلبورد را گرفت و ۴٫۵ ستاره از ۵ ستاره بیلبورد را دریافت کرد که تنها ۳ آلبوم در ۲۰۱۵ به آن دست یافتند. در روز اول فروش خود در برزیل دبل پلاتینیوم شد و در کلمبیا نشان پلاتینیوم را گرفت و توسط رولینگ استون تحسین شده‌است.

## آلبومها

### آلبومهای استودیویی
| عنوان                                                                      | جزئیات آلبوم                                                                        | بهترین رتبه         | بهترین رتبه | بهترین رتبه | بهترین رتبه | بهترین رتبه | بهترین رتبه | بهترین رتبه | بهترین رتبه | بهترین رتبه | بهترین رتبه | مجوز         | میزان فروش       |
| عنوان                                                                      | جزئیات آلبوم                                                                        | ایالات متحده آمریکا | اتریش       | بلژیک       | کانادا      | آلمان       | ایرلند      | نیوزیلند    | اسپانیا     | سوییس       | بریتانیا    | مجوز         | میزان فروش       |
| -------------------------------------------------------------------------- | ----------------------------------------------------------------------------------- | ------------------- | ----------- | ----------- | ----------- | ----------- | ----------- | ----------- | ----------- | ----------- | ----------- | ------------ | ---------------- |
| فراموش نکن                                                                 | - تاریخ انتشار: ۲۳ سپتامبر ۲۰۰۸ - لیبل: هالیوود رکوردز - فرمت: CD, digital download | ۲                   | —           | —           | ۹           | —           | ۸۴          | ۳۴          | ۱۳          | —           | ۱۹۲         | - RIAA: Gold | - US: 520،۰۰۰[A] |
| دوباره شروع می‌کنیم                                                         | - تاریخ انتشار: ۲۱ ژوئیه ۲۰۰۹ - لیبل: Hollywood - فرمت: CD, digital download        | ۱                   | ۴۰          | ۸۸          | ۵           | —           | —           | ۱۰          | ۳۵          | —           | ۱۹۹         |              | - US: 487,000    |
| رام نشده                                                                   | - تاریخ انتشار: ۲۰ سپتامبر ۲۰۱۱ - لیبل: Hollywood - فرمت: CD, digital download      | ۴                   | ۲۰          | ۲۵          | ۴           | ۶۱          | ۴۴          | ۳           | ۲۴          | ۲۹          | ۴۵          |              | - US: 459,000    |
| دمی                                                                        | - تاریخ انتشار: ۱۴ مه ۲۰۱۳ - لیبل: Hollywood - فرمت: CD, digital download           | ۳                   | ۱۴          | ۱۹          | ۱           | ۳۹          | ۵           | ۷           | ۳           | ۳۶          | ۱۰          |              | - US: 238,883    |
| "—" نشاندهنده این است که آلبوم در آن منطقه مقامی نیاورده یا منتشر نشده‌است. |                                                                                     |                     |             |             |             |             |             |             |             |             |             |              |                  |

### آلبومهای چندآهنگه
| عنوان                       | جزئیات آلبوم                                                                         |
| --------------------------- | ------------------------------------------------------------------------------------ |
| مرا به حرکت در میاورد       | - تاریخ انتشار: ۳ مارس ۲۰۰۷ - لیبل: Well Go USA Records - فرمت: CD, Digital Download |
| اجرای زنده آی تیونز از لندن | - Released: May 17, 2009 - لیبل: Hollywood - فرمت: Digital download                  |

### آلبومهای موسیقی متن
| کمپ راک[D]                                                                 | - تاریخ انتشار: ۲۰ ژوئن ۲۰۰۸ - لیبل: والت دیزنی - فرمت: CD, digital download  | ۳   | ۱۳ | —  | ۲ | —  | ۵ | ۳ | ۳۲ | ۱۳[E] | - RIAA: Platinum - انجمن صنعت ضبط نیوزیلند: Gold - PROMUSICAE: Platinum - BPI: Silver |
| کمپ راک ۲[D]                                                               | - تاریخ انتشار: ۱۰ اوت ۲۰۱۰ - لیبل: Walt Disney - فرمت: CD, digital download  | ۳   | —  | ۱۰ | ۴ | ۲۸ | — | ۴ | ۴۵ | —     | - RIAA: Gold - PROMUSICAE: Gold - ABPD: Gold                                          |
| سانی با یک شانس                                                            | - تاریخ انتشار: ۵ اکتبر ۲۰۱۰ - لیبل: Walt Disney - فرمت: CD, digital download | ۱۶۳ | —  | —  | — | —  | — | — | —  | —     |                                                                                       |
| "—" نشاندهنده این است که آلبوم در آن منطقه مقامی نیاورده یا منتشر نشده‌است. |                                                                               |     |    |    |   |    |   |   |    |       |                                                                                       |

### آلبومهای اجرای زنده
| عنوان                                 | جزئیات آلبوم                                                                    |
| ------------------------------------- | ------------------------------------------------------------------------------- |
| اجرای تمرینی زنده در والمارت          | - تاریخ انتشار: ۱۰ نوامبر ۲۰۰۹ - لیبل: Hollywood - فرمتها: CD, Digital Download |
| کمپ راک: اجرای تمرینی زنده در والمارت | - Released: October 13, 2010 - لیبل: Hollywood - فرمت: Digital Download         |

## تک‌آهنگها

### بعنوان خواننده اصلی
| "این منم" (with جو جوناس)                                                  | ۲۰۰۸ | ۹    | ۲۲ | ۴۶ | —  | ۱۶ | ۳۶ | ۲۷ | —  | ۳۹ | ۳۳  |                                                                                                 | کمپ راک            |
| "برگرد"                                                                    | ۲۰۰۸ | ۴۳   | —  | —  | —  | ۹۳ | —  | —  | —  | —  | —   |                                                                                                 | فراموش نکن         |
| "(La La Land"                                                              | ۲۰۰۹ | ۵۲   | ۹۳ | ۷۶ | —  | —  | ۸۲ | ۳۰ | —  | —  | ۳۵  |                                                                                                 | فراموش نکن         |
| "دوباره شروع می‌کنیم"                                                       | ۲۰۰۹ | ۱۵   | —  | —  | —  | ۶۱ | —  | —  | ۳۸ | —  | —   |                                                                                                 | دوباره شروع می‌کنیم |
| "دسامبر را به یاد بیاور"                                                   | ۲۰۱۰ | —    | —  | —  | —  | —  | —  | —  | —  | —  | ۸۰  |                                                                                                 | دوباره شروع می‌کنیم |
| "چیزی را عوض نمی‌کند" (به همراه جو جوناس)                                   | ۲۰۱۰ | —[B] | —  | —  | —  | ۹۰ | ۲۸ | —  | —  | —  | ۷۱  |                                                                                                 | کمپ راک ۲          |
| "آسمان خراش"                                                               | ۲۰۱۱ | ۱۰   | ۳۳ | ۴۵ | —  | ۱۸ | ۷۸ | ۳۳ | ۹  | ۶۷ | ۳۲  | - RIAA: Platinum - ARIA: Gold - RIANZ: Gold                                                     | رام نشده           |
| "به دلت فرصتی بده"                                                         | ۲۰۱۲ | ۱۶   | ۱  | —  | ۳۲ | ۱۹ | —  | —  | ۹  | —  | ۱۹۴ | - RIAA: 2× Platinum - RIANZ: Gold                                                               | رام نشده           |
| "حمله قلبی"                                                                | ۲۰۱۳ | ۱۰   | ۴  | ۴۱ | ۲۷ | ۷  | —  | ۳  | ۹  | ۷۳ | ۳   | - RIAA: 2× Platinum - ARIA: Gold - BPI: Silver - IFPI DEN: Gold - MC: 2× Platinum - RIANZ: Gold | دمی                |
| "ساخت آمریکا"                                                              | ۲۰۱۳ | ۸۰   | ۴۰ | —  | ۱۷ | —  | —  | —  | —  | —  | —   |                                                                                                 | دمی                |
| "—" نشاندهنده این است که آلبوم در آن منطقه مقامی نیاورده یا منتشر نشده‌است. |      |      |    |    |    |    |    |    |    |    |     |                                                                                                 |                    |

### بعنوان خواننده افتخاری
| "غوغا می‌کنیم"                                                              | ۲۰۰۸ | ۳۳ | —  | ۷۰ | ۹۷ | کمپ راک       |
| "ما یک رویا خواهیم شد" (We the Kings featuring Demi Lovato)                | ۲۰۱۰ | ۷۶ | ۲۲ | —  | —  | لبخند بزن بچه |
| "—" نشاندهنده این است که آلبوم در آن منطقه مقامی نیاورده یا منتشر نشده‌است. |      |    |    |    |    |               |

## تک‌آهنگهای ترویجی آلبوم
| "بفرستش"                                                                   | ۲۰۰۹ | ۲۰   | —   | تک‌آهنگ خیرخواهانه          |
| "هدیه‌ای به یک دوست"                                                        | ۲۰۰۹ | —    | —   | تینکر بِل و گنج گمشده       |
| "جست و خیز" (with جوناس برادرز & Big Rob)                                  | ۲۰۰۹ | —    | —   | تک‌آهنگ غیر آلبومی          |
| "موجی راه بینداز" (به همراه جو جوناس)                                      | ۲۰۱۰ | ۸۴   | —   | تک‌آهنگ خیرخواهانه          |
| "نمی‌توانم تسلیم شوم"                                                       | ۲۰۱۰ | —    | ۱۷۸ | کمپ راک ۲                  |
| "اون روشنه" (بهمراه بازیگران کمپ راک)                                      | ۲۰۱۰ | —    | —   | کمپ راک ۲                  |
| "من، خودم و زمان"                                                          | ۲۰۱۰ | —[C] | -   | سانی با یک شانس            |
| "دل به دل"                                                                 | ۲۰۱۳ | —    | ۱۱۵ | ابزار کشنده: شهر استخوانها |
| "—" نشاندهنده این است که آلبوم در آن منطقه مقامی نیاورده یا منتشر نشده‌است. |      |      |     |                            |

## دیگر آهنگهای مشهور
| "من که خواهم شد"                                                           | ۲۰۰۸ | —   | —  | ۸۰ | —  | ۱۶۹ | کمپ راک                   |
| "در خطر" (به همراه برادران جوناس)                                          | ۲۰۰۸ | ۱۰۰ | —  | —  | —  | —   | فراموش نکن                |
| "فراموش نکن"                                                               | ۲۰۰۹ | ۴۱  | —  | ۷۶ | —  | —   | فراموش نکن                |
| "یکی و همان یکی" (به همراه سلنا گومز)                                      | ۲۰۰۹ | ۸۲  | —  | —  | —  | —   | فهرست آهنگهای کانال دیزنی |
| "منو بگیر"                                                                 | ۲۰۰۹ | ۸۹  | —  | —  | —  | —   | دوباره شروع می‌کنیم        |
| "قلبی را التیام ببخش"                                                      | ۲۰۱۱ | ۶۹  | —  | ۷۸ | —  | —   | رام نشده                  |
| "رام نشده"                                                                 | ۲۰۱۱ | ۹۸  | —  | —  | —  | —   | رام نشده                  |
| "واقعاً برام مهم نیست" (به همراه شر لوید)                                   | ۲۰۱۳ | ۹۸  | ۸۱ | ۷۲ | ۳۶ | ۱۴۱ | دمی                       |
| "—" نشاندهنده این است که آلبوم در آن منطقه مقامی نیاورده یا منتشر نشده‌است. |      |     |    |    |    |     |                           |

## دیگر حضورها
| سال  | آهنگ                         | دیگر هنرمندان                                                   | آلبوم                         |
| ---- | ---------------------------- | --------------------------------------------------------------- | ----------------------------- |
| ۲۰۰۸ | "دوره ما الانه"              | Meaghan Matin, Aaryn Doyle                                      | کمپ راک                       |
| ۲۰۰۸ | "کریسمس فوق العاده"          |                                                                 | همش تمام شده                  |
| ۲۰۰۸ | "تو اینطوری بلدی"            |                                                                 | عشق دیزنی۶                    |
| ۲۰۰۸ | "تو اینطوری بلدی"            |                                                                 | شاهزاده عشق دیزنی             |
| ۲۰۰۹ | "این منم"                    | Joe Jonas                                                       | فهرست آهنگهای کانال دیزنی     |
| ۲۰۰۹ | "این منم" (زنده)             | Jonas Brothers                                                  | موسیقی از تجربه کنسرت سه بعدی |
| ۲۰۱۰ | "روز مدل جدید"               |                                                                 | کمپ راک ۲                     |
| ۲۰۱۰ | "تو ترانه مورد علاقه منی"    | Joe Jonas                                                       | کمپ راک ۲                     |
| ۲۰۱۰ | "چیزی که بخاطرش اینجا آمدیم" | Nick Jonas, Joe Jonas, Alyson Stoner, Anna Maria Perez De Taglé | کمپ راک ۲                     |
| ۲۰۱۰ | "این ترانه ماست"             | Nick Jonas, Joe Jonas, Alyson Stoner                            | کمپ راک ۲                     |
| ۲۰۱۰ | "تابستانهای متفاوت"          |                                                                 | کمپ راک ۲                     |
| ۲۰۱۰ | "خیلی هم دیر نشده"           |                                                                 | کمپ راک ۲                     |
| ۲۰۱۰ | "چکار کنم"                   |                                                                 | سانی با یک شانس               |
| ۲۰۱۰ | "اثر هنری"                   |                                                                 | سانی با یک شانس               |
| ۲۰۱۰ | "خیلی دور، خیلی عالی"        |                                                                 | سانی با یک شانس               |
| ۲۰۱۰ | "هدیه‌ای از یک دوست"          |                                                                 | عشق دیزنی۷                    |
| ۲۰۱۱ | "چرا دوستم نداری؟"           | Hot Chelle Rae                                                  | هرچی                          |
| ۲۰۱۳ | "دل به دل"                   |                                                                 | ابزار کشنده: شهر استخوانها    |

## موزیک ویدیوها
| عنوان                    | سال  | کارگردان(ها)            | هنرمند                          |
| ------------------------ | ---- | ----------------------- | ------------------------------- |
| "برگرد"                  | ۲۰۰۸ | فیلیپ آندلمن            | دمی لواتو                       |
| "سرزمین رویایی"          | ۲۰۰۸ | برندان مالوی و تیم ویلر | دمی لواتو                       |
| "Lo Que Soy"             | ۲۰۰۹ | نامشخص                  | دمی لواتو                       |
| "فراموش نکن"             | ۲۰۰۹ | رابرت هلز               | دمی لواتو                       |
| "یکی و همان یکی"         | ۲۰۰۹ | آلیسون لیدی-براون       | دمی لواتو و سلنا گومز           |
| "دوباره شروع می‌کنیم"     | ۲۰۰۹ | برندان مالوی و تیم ویلر | دمی لواتو                       |
| "بفرستش"                 | ۲۰۰۹ | نامشخص                  | دوستان دیزنی برای تغییر         |
| "هدیه‌ای از یک دوست"      | ۲۰۰۹ | نامشخص                  | دمی لواتو                       |
| "جست و خیز"              | ۲۰۰۹ | JBD Productions Music   | برادران جوناس و دمی لواتو       |
| "دسامبر را به یاد بیاور" | ۲۰۰۹ | تیم ویلر                | دمی لواتو                       |
| "ما رویا خواهیم شد"      | ۲۰۱۰ | رائول بی. فرناندز       | ما پادشاهان با همراهی دمی لواتو |
| "موجی راه بینداز"        | ۲۰۱۰ | نامشخص                  | دمی لواتو و جو جوناس            |
| "اون روشنه"              | ۲۰۱۰ | براندون دیکرسون         | کمپ راک ۲                       |
| "آسمان خراش"             | ۲۰۱۱ | مارک پلینگتون           | دمی لواتو                       |
| "به دلت فرصتی بده"       | ۲۰۱۲ | جاستین فرانسیس          | دمی لواتو                       |
| "حمله قلبی"              | ۲۰۱۳ | کریس اَپلبُم              | دمی لواتو                       |
| "ساخت آمریکا"            | ۲۰۱۳ | رایان پالوتا، دمی لواتو | دمی لواتو                       |